# Eivind Reiten

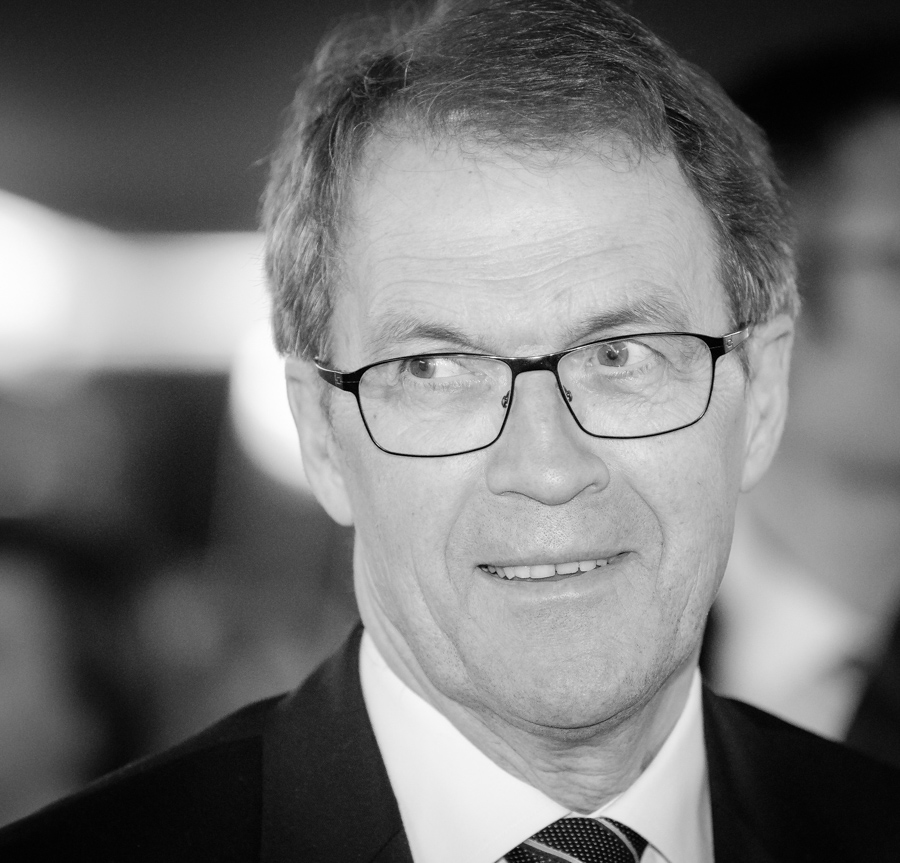
Eivind Reiten (2018)

Eivind Kristofer Reiten (* 2. April 1953 in Midsund) ist ein ehemaliger norwegischer Politiker der Zentrumspartei (Sp) und war von 2001 bis 2009 Generaldirektor des Aluminium- und Petroleumkonzerns Norsk Hydro.
Zwischen 1979 und 1981 war er Mitglied des Vorstands seiner Partei. Im Juni 1983 wurde er zum Staatssekretär im Finanzministerium ernannt, bevor er im Oktober 1985 Fischereiminister wurde. Im Mai 1986 legte er sein Amt nieder, da er für Norsk Hydro engagiert wurde. Von 1989 bis 1990 war er erneut Minister, dieses Mal für Öl und Energie. Ab 1991 arbeitete er wieder für Norsk Hydro. Nach seinem Rücktritt bei Norsk Hydro im Jahr 2009 wurde er Aufsichtsratsvorsitzender beim Papierhersteller Norske Skog. 2014 trat er dort nicht mehr zur Wiederwahl an.